# Eutrichota valida
Eutrichota valida är en tvåvingeart som först beskrevs av Huckett 1966.  Eutrichota valida ingår i släktet Eutrichota och familjen blomsterflugor. Inga underarter finns listade i Catalogue of Life.